# كلارا إي
كلارا إي (بالكورية: 클라라)‏ (و. 1986 – م) هي ممثلة، وممثلة أفلام، وعارضة، من كوريا الجنوبية، ولدت في برن.

## التعليم
تعلمت في El Camino College ‏.

## وصلات خارجية
- كلارا إي على موقع IMDb (الإنجليزية)
- كلارا إي على موقع قاعدة بيانات الفيلم (الإنجليزية)